# Afacerea Colierul reginei

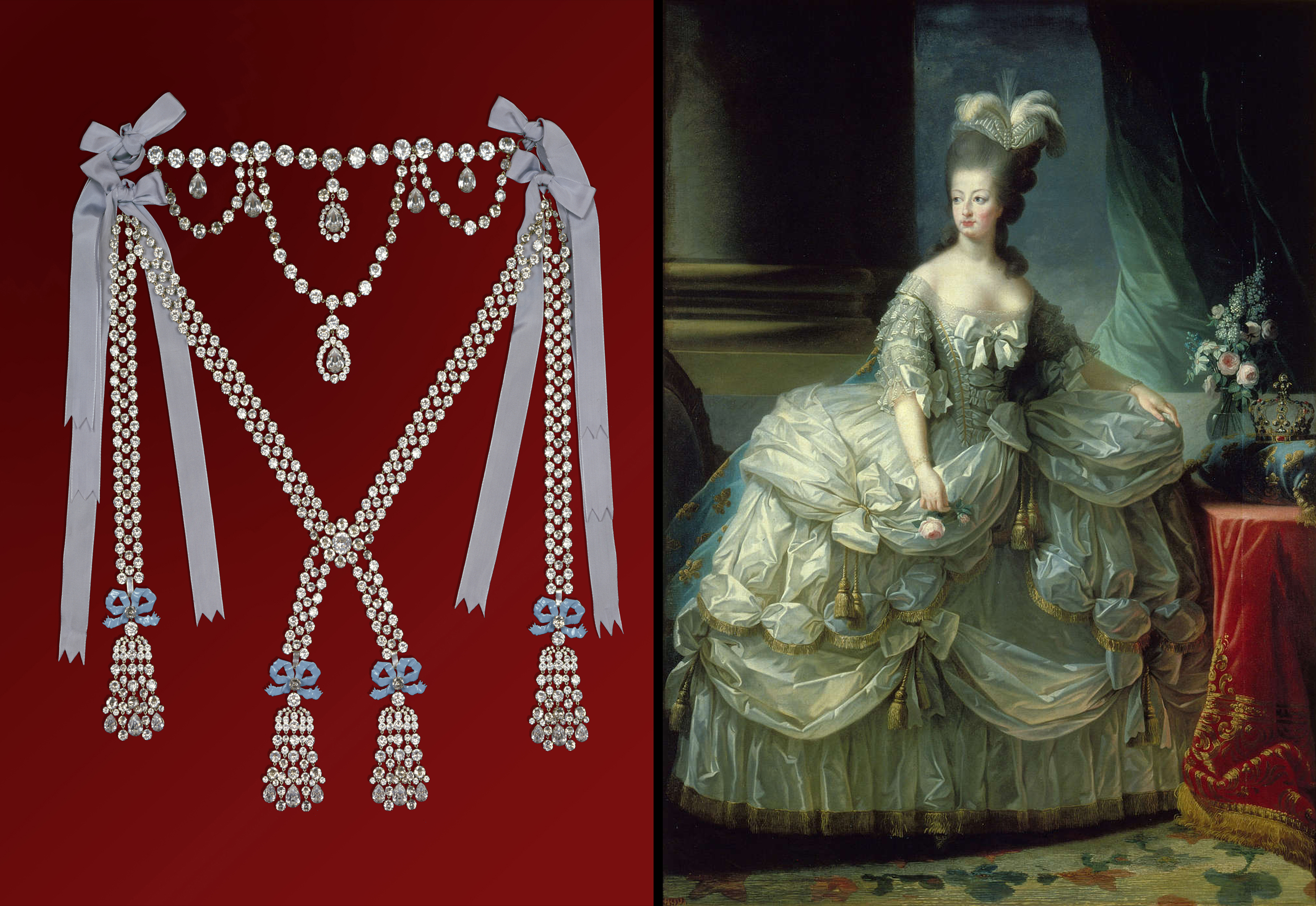
Colierul de diamante a fost comandat de regele Ludovic al XV-lea pentru metresa lui, Madame du Barry. La moartea regelui, colierul care nu fusese achitat, aproape a ruinat bijutierii și a condus la diverse scheme nereușite de a-l vinde reginei Maria Antoaneta. În imagine reconstituirea colierului și Maria Antoaneta.

Afacerea Colierul reginei a fost un incident petrecut la curtea regelui Ludovic al XVI-lea al Franței în anii 1780, care a implicat-o pe soția sa, regina Maria Antoaneta. Reputația reginei, care era deja pătată de bârfe, a fost distrusă de implicarea sa la o infracțiune e a ruina bijuteriile coroanei cu costul unui colier de diamante foarte scump. Istoricii sunt de părere că Afacerea colierului a reprezentat unul dintre evenimentele care au dus la discreditarea monarhiei în ochii poporului francez, culminând apoi cu Revoluția franceză.

## Context
În 1772, Ludovic al XV-lea a decis să-i facă metresei sale Madame du Barry, de care era îndrăgostit nebunește, un cadou special estimat la costul de 2.000.000 de livre. El a cerut ca bijutierii parizieni Boehmer și Bassenge să creeze un colier de diamante care să-l depășească pe toate celelalte în grandoare. Bijutierii au avut nevoie de mai mulți ani și de o sumă mare de bani pentru a acumula un set adecvat de diamante. Între timp, Ludovic al XV-lea a murit de variolă și du Barry a fost alungată de la curte de către succesorul său.
Colierul era constituit din mai multe diamante mari aranjate într-un design elaborat de ghirlande, pandantive și ciucuri. Bijutierii au sperat că noua regină a Franței, Maria Antoaneta, l-ar putea cumpăra și, într-adevăr, în 1778 noul rege, Ludovic al XVI-lea, l-a oferit soției sale drept cadou, dar ea l-a refuzat.Conform Madame Campan, regina l-a refuzat afirmând că banii ar fi putut fi mai bine cheltuiți pentru echiparea soldaților. Unii au spus că Maria Antoaneta a refuzat colierul deoarece nu a vrut să poarte o bijuterie care a fost proiectată pentru o altă femeie, mai ales că acea femeie fusese o curtezană pe care ea nu o plăcea. Potrivit altora, Ludovic al XVI-lea s-a răzgândit.
După ce a încercat zadarnic să plaseze colierul în afara Franței, bijutierii au încercat din nou să-l vândă Mariei Antoaneta după nașterea Delfinului Louis-Joseph în 1781. Regina a refuzat din nou.

## Afacerea

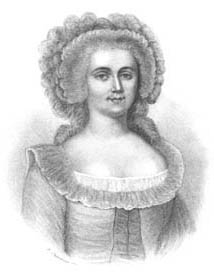
Jeanne de Saint-Rémy de Valois

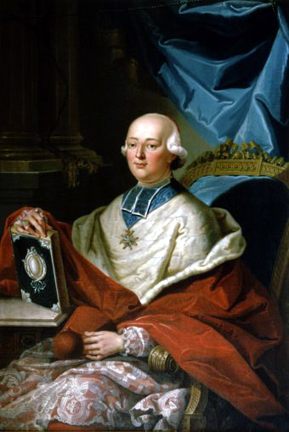
Cardinalul de Rohan

O aventurieră pe nume Jeanne de Saint-Rémy de Valois, cunoscută, de asemenea, sub numele de Jeanne de la Motte, a conceput un plan să folosească colierul pentru a câștiga avere și putere și patronaj regal. Descendentă a unui fiu nelegitim al regelui Henric al II-lea al Franței, Jeanne de Valois se căsătorise cu un ofițer de jandarmi, care se prezenta drept conte de la Motte, și trăia dintr-o mică pensie acordată de rege soției sale. 
În martie 1785, Jeanne a devenit amanta Cardinalului de Rohan, un fost ambasador la curtea de la Viena. Cardinalul căzuse în dizgrația reginei Maria Antoaneta care l-a acuzat că răspândise zvonuri despre comportamentul ei față de mama ei, împărăteasa austriacă Maria Tereza. De asemenea, Maria Antoaneta mai aflase de existența unei scrisori pe care cardinalul o scrisese Mariei Tereza și în care vorbea despre ea într-o formă pe care regina a considerat-o ofensatoare. 
În același timp, cardinalul încerca să recâștige favorurile reginei care îl putea ajuta astfel să devină unul dintre miniștrii regelui. Jeanne de la Motte, care reușise să ajungă la Curte prin intermediul unui alt amant de-al ei, Rétaux de Villette, l-a mințit pe Rohan că a întâlnit-o pe regină și că se bucura de favorurile acesteia. Rohan a realizat că prin intermediul Jeannei își poate asigura bunăvoința regală.
Din acest punct a început o corespondență între Rohan și regină, Jeanne de la Motte aducându-i constant cardinalului scrisori despre care afirma că vin de la regină. Tonul scrisorilor a devenit din ce în ce mai cald, iar cardinalul, convins că regina s-a îndrăgostit de el, s-a îndrăgostit și el nebunește. A implorat-o pe Jeanne să obțină o întrevedere nocturnă cu regina iar întâlnirea a avut loc în august 1784. În grădina Palatului Versailles, cardinalul s-a întâlnit cu o femeie despre care credea că e însăși regina. De fapt, femeia era o prostituată, Nicole Leguay, pe care Jeanne a angajat-o datorită asemănării cu Maria Antoaneta. Rohan i-a oferit Nicolei un trandafir, iar aceasta, asumându-și rolul de regină, i-a promis să uite neînțelegerile lor din trecut. 
Profitând de rolul ei de om de legătură, Jeanne de la Motte a împrumutat de la cardinal sume din ce în ce mai mari de bani, spunându-i acestuia ca banii erau pentru operele de caritate ale reginei. Cu ajutorul banilor, Jeanne a reușit să-și facă intrarea în lumea bună. Pentru că se lăuda în stânga și-n dreapta că e prietena reginei, mulți credeau acest lucru.

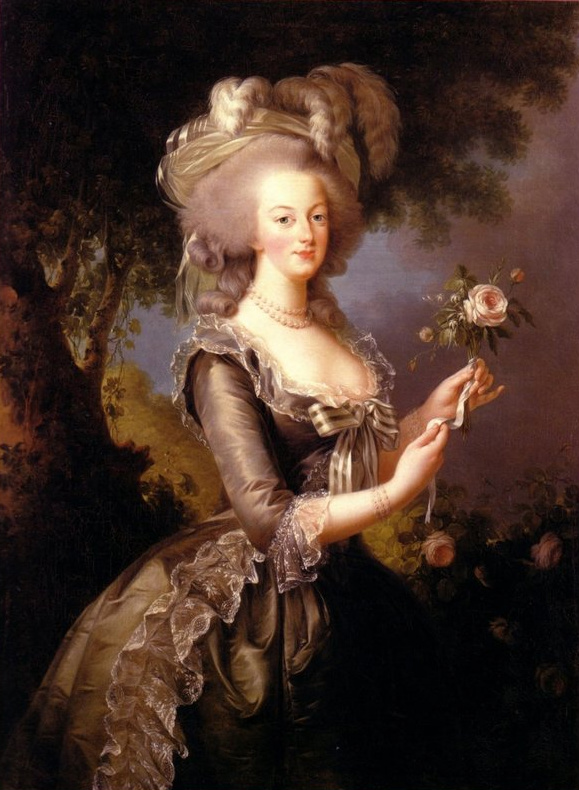
Maria Antoaneta, regină a Franței

Bijutierii Boehmer și Bassenge s-au gândit s-o folosească pentru a-și vinde colierul. Inițial ea a refuzat comisionul, dar apoi s-a răzgândit și l-a acceptat. Conform Madame Campan, Jeanne, pretinzând că ar fi regina, a trimis câteva scrisori cardinalului inclusiv ordinul de a cumpăra colierul.
La 21 ianuarie 1785, Jeanne i-a spus cardinalului că Maria Antoaneta voia să cumpere colierul dar nu dorea să facă o achiziție publică atât de scumpă într-o perioadă de restriște, așa că regina voia ca Rohan să acționeze ca intermediar secret. Puțin mai târziu, Rohan a negociat achiziționarea colierului pentru 2.000.000 de livre, care urmau să fie plătite în rate. El a pretins că are autorizarea reginei pentru achiziționare și a arătat bijutierilor condițiile tranzacției scrise de regină. Când Rohan s-a dus să cumpere bijuteria, el a fost însoțit de un bărbat pe care Rohan l-a crezut un valet al reginei, care a preluat marfa. Soțul Jeannei de la Motte a dus colierul la Londra, unde l-a dezmembrat pentru a putea vinde diamantele separat. 
Când a sosit timpul să plătească, Jeanne de la Motte a folosit notele cardinalului însă acestea erau insuficiente astfel încât unul dintre bijutieri s-a plâns reginei. Aceasta, uluită, a declarat ca nu a comandat și nici nu a primit vreun colier. A urmat o adevărată lovitură de teatru.
La 15 august 1785, când întreaga Curte îi aștepta pe rege și pe regină să ajungă la biserica unde oficia chiar cardinalul Rohan, prelatul a fost luat și dus în fața ministrului Curții, Breteuil, pentru a explica totul. Când cardinalul a arătat scrisorile semnate "Maria Antoaneta de Franța", regele s-a înfuriat că acesta a fost păcălit atât de ușor, devreme ce cei cu sânge regal semnau numai cu numele mic, și a dispus ca Rohan să fie dus la Bastilia. 
Jeanne a fost arestată și ea trei zile mai târziu, însă apucase să distrugă toate documentele compromițătoare. A fost arestată și Nicole Leguay și Rétaux de Villette, care a mărturisit că el falsificase semnătura reginei. La 31 mai 1786, în cadrul unui proces senzațional la acea vreme, cardinalul și Nicole au fost achitați.
Jeanne de la Motte a fost condamnată la biciuire, însemnată cu fierul înroșit cu "V" (pentru voleuse, "hoață") pe ambii umeri și închisă pe viață în pușcăria prostituatelor, la Salpêtrière. În iunie anul următor ea a reușit să evadeze deghizată în băiat.  Între timp, soțul ei a fost condamnat la muncă silnică pe viață.

## Scandalul
Opinia publică a fost foarte interesată de acest scandal. Deși majoritatea istoricilor au ajuns la concluzia că Maria Antoaneta nu a avut nici o vină în această afacere, mulți francezi au rămas cu convingerea că regina a folosit-o pe La Motte pentru a se răzbuna pe cardinalul de Rohan. Astfel, popularitatea Mariei Antoaneta a scăzut și mai mult.
Jeanne de La Motte s-a refugiat la Londra, unde și-a publicat memoriile, Mémoires Justificatifs, în care o acuză încă o dată pe regină. Acest scandal a reprezentat o sursă de inspirație pentru numeroase filme și cărți, printre care se numără și volumul lui Alexandre Dumas, "Colierul reginei".